# Собор Сошествия Святого Духа Свято-Духова монастыря (Новгород)
Собор Сошествия Святого Духа — памятник архитектуры. Расположен в Великом Новгороде, в Свято-Духовом монастыре, современный адрес дома — улица Джалиля-Духовская, 31. Объектом охраны является не только само здание собора, но и примыкающий к нему настоятельский дом.
Оба здания во время Великой Отечественной войны пострадали незначительно, ремонт прошёл в первые годы после войны. Восстановительно-реставрационные работы с укреплением металлических конструкций центральной главы и её новым стальным покрытием, заменой деревянных главок на кокошниках с покрытием оцинкованной сталью, ремонтом основной кровли прошли под руководством Н. Н. Кузьминой в 1984—1987 годах.

## Собор
В 1357 году архиепископ Моисей возвёл первый каменный храм на этом месте. После 1685 года здание было перестроено, в 1755 году пострадало от пожара и было восстановлено на следующий год, подновлено в 1800 году, в начале XIX века — полностью разобрано. В 1815—1817 годах было построено новое двухэтажное здание, к которому в 1820-е годы пристроили два каменных придела; это здание тоже разобрали, в 1892 году был построен собор, сохранившийся до сих пор.
Это двухэтажное кубическое четырёхстолпное трёхапсидное трёхнефное здание с многоскатной кровлей и восьмигранным барабаном со сферическим куполом. Фасады делятся на три прясла частично рустованными лопатками, центральные из прясел завершены трёхуступчатыми щипцами с подвышениями, кокошниками и главками. Окна второго этажа большие, в боковых пряслах они обрамлены наличниками-архивольтами с килевидным верхом, в центральных пряслах верх трёхлопастной. Стены оштукатурены как внутри, так и снаружи.
В 1915 году с северной стороны было пристроено завершённое главкой каменное закрытое крыльцо. В интерьерах использованы коробовые и сомкнутые своды. На втором этаже с большими утратами сохранилась живопись маслом.
В феврале 1926 года здание было передано Губархивбюро под основное хранилище. Во время войны в здании был склад, после войны в здании снова был архив.

## Настоятельский корпус
В середине XIX века (не позднее 1867 года) к существовавшему на тот момент хронологически второму каменному зданию собора пристроили с запада двухэтажный прямоугольный настоятельский корпус. У него вальмовая крыша, главный фасад обращён на запад и выделен балконом и треугольным фронтоном. Стены не оштукатурены, разделены вертикальными рустованными лопатками. Карниз подчёркнут кирпичным декоративным поясом.